# Pygeum subglabrum
Pygeum subglabrum är en rosväxtart som beskrevs av Elmer Drew Merrill. Pygeum subglabrum ingår i släktet Pygeum och familjen rosväxter. Inga underarter finns listade i Catalogue of Life.